# Silverkindad myrtörnskata
Silverkindad myrtörnskata (Sakesphoroides cristatus) är en fågel i familjen myrfåglar inom ordningen tättingar.

## Utbredning och systematik
Fågeln förekommer enbart i torra områden i nordöstra Brasilien (Piauí och Ceará till nordligaste Minas Gerais). Den behandlas som monotypisk, det vill säga att den inte delas in i några underarter.

### Släktestillhörighet
Tidigare placerades den i släktet Sakesphorus, men har lyfts ut till ett eget släkte efter genetiska studier.

## Status
IUCN kategoriserar arten som livskraftig.